# Camponotus perjurus
Camponotus perjurus é uma espécie de inseto do gênero Camponotus, pertencente à família Formicidae.